# Sigfred Johansen
Sigfred Johansen (31. maj 1908 på Frederiksberg – 18. juli 1953 smst) var en dansk skuespiller.
Han var bror til den dansk-amerikanske pianist og komponist Gunnar Johansen (1906-1991)

## Filmografi
- Odds 777 (1932)
- De blaa drenge (1933)
- Nyhavn 17 (1933)
- De bør forelske Dem (1935)
- Bag Københavns kulisser (1935)
- Weekend (1935)
- Giftes-nej tak (1936)
- Flådens blå matroser (1937)
- Inkognito (1937)
- I dag begynder livet (1939)
- Pas på svinget i Solby (1940)
- Familien Olsen (1940)
- En pige med pep (1940)
- Tag det som en mand (1941)
- Tak fordi du kom, Nick (1941)
- Tante Cramers testamente (1942)
- Alt for karrieren (1943)
- Oktoberroser (1946)
- Hans store aften (1946)
- Soldaten og Jenny (1947)
- Hr. Petit (1948)